# Модна журналістика
Fashion-журналістика — передбачає роботу журналістів з інформацією в царині індустрії моди.
Діяльність модного журналіста полягає у написанні і редагуванні статей і колонок про моду, в створенні книг, газет і журналів, що спеціалізуються на fashion-індустрії.
.

## Історія модної журналістики
За часів середньовіччя такого феномена, як журналістика ще не існувало, проте, потрібні були кошти, за допомогою яких європейські двори могли б дізнаватися про останні тенденції моди. Тоді в Венеції на площі Святого Марка виставлялися дерев'яні фігури в половину людського зросту, одягнені в наряди французького двору. Батьківщиною модною журналістики прийнято вважати місто Ліон, який знаходиться у Франції. Починаючи з 1679 року там виходив журнал Mercure Galant, одним з розділів якого був огляд моди з картинками
В кінці XIX — початку XX ст. по всьому світу почали з'являтися модні журнали, Godey's Lady's Book (США, 1830 рік), Harper's Bazaar (США, 1867 рік), Vogue (Франція, 1892 рік).

## Модна журналістика в мережі Інтернет
Багато модних видань почали запускати інтернет-версію своїх друкованих журналів, в тому числі і в Україні. Існують інтернет-версії друкованих видань (зараз практично всі відомі журнали мод мають свої власні вебсайти) і онлайн-видання, до яких відносяться незалежні видання про моду.
Модна журналістика — досить молоде відгалуження цього ремесла, зарекомендоване, як окремий напрямок. Інтерес до модної журналістиці зростає, однак, модна журналістика не має статусу науки, до того ж, не існує одного загальноприйнятого тлумачення терміна «модна журналістика». Існує дві точки зору на модну журналістику, як на самостійний вид журналістики. З одного боку, багато хто посилається на те, що модна журналістика не може бути самостійним відгалуженням, так як у багатьох виданнях є розділи модних оглядів, але це не можна назвати окремим феноменом, що це лише розділ в журналах для жінок.
Особливо часто виникають дискусії на тему того, кого можна назвати «модним журналістом»: блоги стають все більш і більш популярними. З іншого боку, все більше і більше людей стверджують, що для того, щоб стати успішним журналістом з сфері моди, потрібно оперувати деякими фундаментальними теоретичними поняттями, психологічними та професійними якостями

## Пулітцерівська премія
Єдиним модним журналістом, який отримав премію Пулітцера стала Робін Гівхан в 2006 році за номінацію Критика.